# Вітні (Техас)
Вітні (англ. Whitney) — місто (англ. city) в США, в окрузі Гілл штату Техас. Населення — 1992 особи (2020).

## Географія
Вітні розташоване за координатами 31°57′9″ пн. ш. 97°19′11″ зх. д. / 31.95250° пн. ш. 97.31972° зх. д. (31.952447, -97.319770).  За даними Бюро перепису населення США в 2010 році місто мало площу 4,88 км², з яких 4,82 км² — суходіл та 0,06 км² — водойми.

## Демографія
Згідно з переписом 2010 року, у місті мешкало 2087 осіб у 738 домогосподарствах у складі 512 родин. Густота населення становила 428 осіб/км².  Було 851 помешкання (174/км²).
Расовий склад населення:
| - 83,9 % — білих - 6,8 % — чорних або афроамериканців - 0,3 % — корінних американців - 0,2 % — азіатів - 5,7 % — осіб інших рас |

До двох чи більше рас належало 3,1 %. Частка іспаномовних становила 13,5 % від усіх жителів.
За віковим діапазоном населення розподілялося таким чином: 26,7 % — особи молодші 18 років, 50,9 % — особи у віці 18—64 років, 22,4 % — особи у віці 65 років та старші. Медіана віку мешканця становила 39,2 року. На 100 осіб жіночої статі у місті припадало 81,8 чоловіків;  на 100 жінок у віці від 18 років та старших — 75,3 чоловіків також старших 18 років.
Середній дохід на одне домашнє господарство  становив 45 173 долари США (медіана — 38 625), а середній дохід на одну сім'ю — 54 358 доларів (медіана — 52 174). Медіана доходів становила 37 358 доларів для чоловіків та 24 167 доларів для жінок. За межею бідності перебувало 24,2 % осіб, у тому числі 39,3 % дітей у віці до 18 років та 17,4 % осіб у віці 65 років та старших.
Цивільне працевлаштоване населення становило 833 особи. Основні галузі зайнятості: освіта, охорона здоров'я та соціальна допомога — 23,8 %, мистецтво, розваги та відпочинок — 16,8 %, роздрібна торгівля — 15,7 %.